# 6. duben
6. duben je 96. den roku podle gregoriánského kalendáře (97. v přestupném roce). Do konce roku zbývá 269 dní. Svátek slaví Vendula a Venuše.

## Události

### Česko
- 1909 – Byl zahájen provoz na dráze Ostrava–Karviná.
- 1974 – Automobilka Tatra předala před halou tehdejšího technického muzea prvních pět osobních automobilů Tatra 613 zákazníkům z řad státních institucí a podniků.
- 2007 – Premiéra českého muzikálu Limonádový Joe Jiřího Brdečky v Hudebním divadle Karlín.
- 2015 – Trasa pražského metra A byla prodloužena na jejím západním konci o 4 nové stanice: Bořislavka, Nádraží Veleslavín, Petřiny a Nemocnice Motol.

### Svět
- 648 př. n. l. – Úplné zatmění Slunce zaznamenáno v řeckých kronikách.
- 0402 – V bitvě u Pollentia porazily římské legie vedené Stilichem Vizigoty vedené Alarichem I.
- 1250 – Sedmá křížová výprava: Křižáci jsou poraženi v bitvě u Fariskuru. Francouzský král Ludvík IX. a většina jeho vojska upadli do zajetí Saracénů.
- 1327 – Na velký pátek básník Francesco Petrarca potká svou celoživotní opěvovanou láskou Laurou, které věnoval Kanzony pro Lauru.
- 1667 – Zemětřesení v Dubrovníku zničilo město a přineslo úpadek republiky Dubrovník.
- 1789 – Sborem velitelů byl zvolen prvním prezidentem Spojených států amerických George Washington, vrchní velitel milice USA ve válce za nezávislost.
- 1814 – Napoleonské války, válka šesté koalice: Napoleon Bonaparte se bezpodmínečně vzdal císařského trůnu.
- 1896 – Začátek prvních moderních letních Olympijských her v řeckých Athénách.
- 1909 – Robert Peary dorazil na Severní pól, kde vztyčil americkou vlajku a zanechal zde zprávu o cestě uloženou v kovové krabici.
- 1917 – Spojené státy americké vstoupily do první světové války.
- 1919 – Mahátma Gándhí vyhlásil v Indii protestní akce (hartál).
- 1943 – Poprvé vyšel Malý princ Antoine de Saint-Exupéryho.
- 1973 – NASA vypustila vesmírnou sondu Pioneer 11.
- 1992 – Vypuknutí Bosenské války za nezávislost.
- 1994 – Poblíž Kigali sestřeleno letadlo s prezidenty Rwandy a Burundi Habyarimanou a Ntaryamirou, což odstartovalo milionovou genocidu kmene Tutsiů ve Rwandě.
- 2009 – Při zemětřesení u italského města L'Aquila zahynulo přes 300 lidí.
- 2012 – V severní části Mali byl vyhlášen nezávislý stát Azavad.

## Narození
Automatický abecedně řazený seznam viz Kategorie:Narození 6. dubna

### Česko

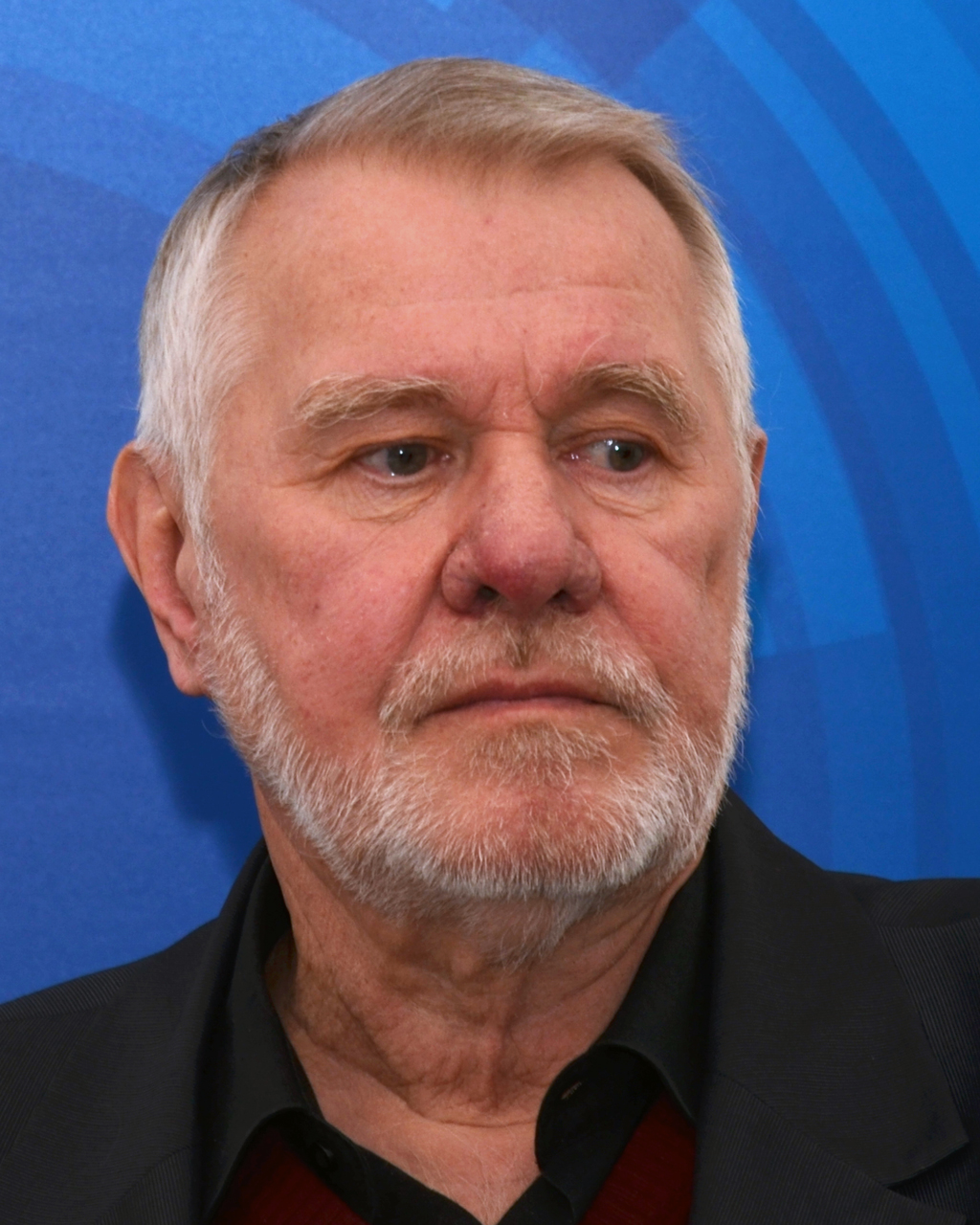
Jaromír Štětina (* 1943)

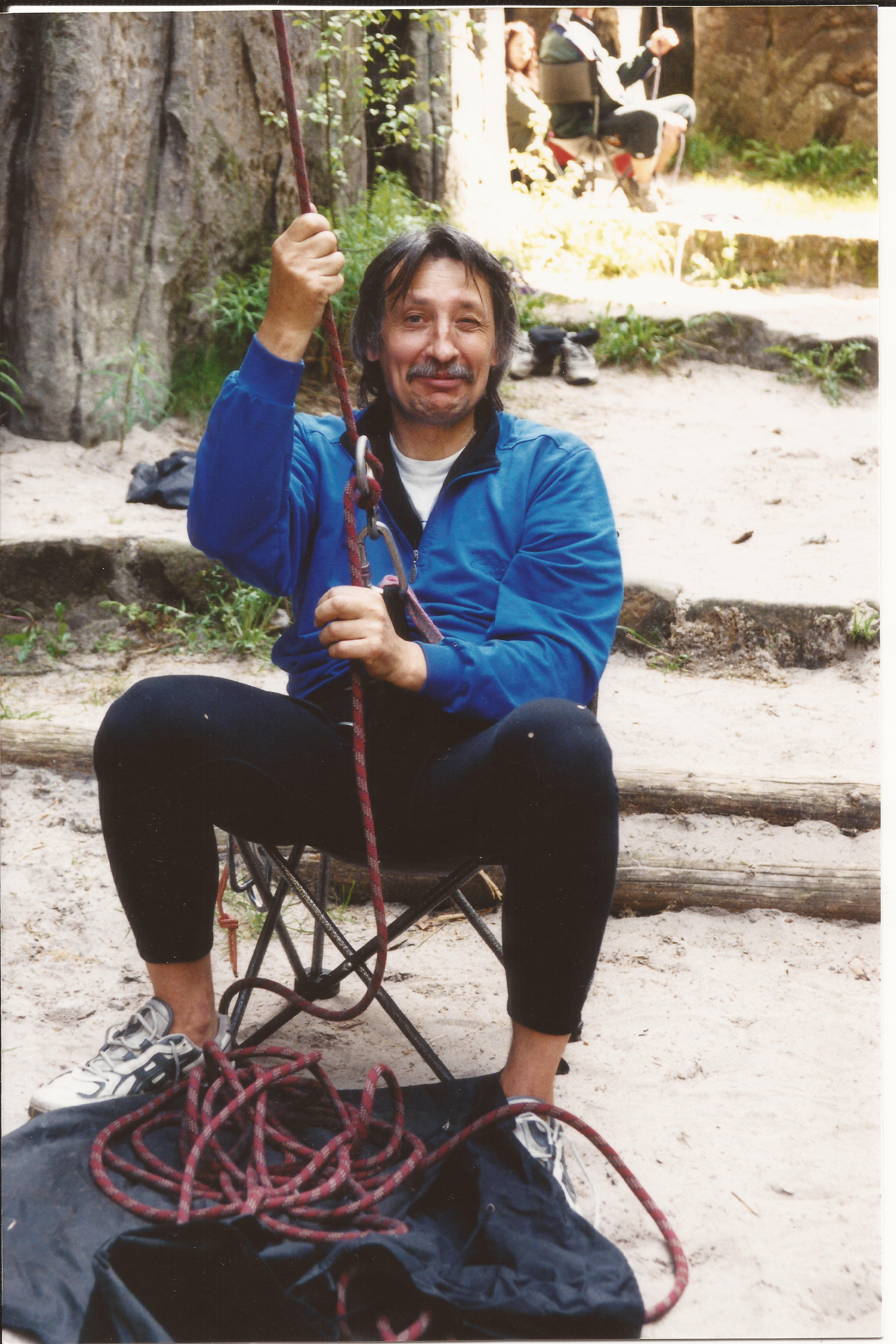
Josef Rakoncaj (* 1951)

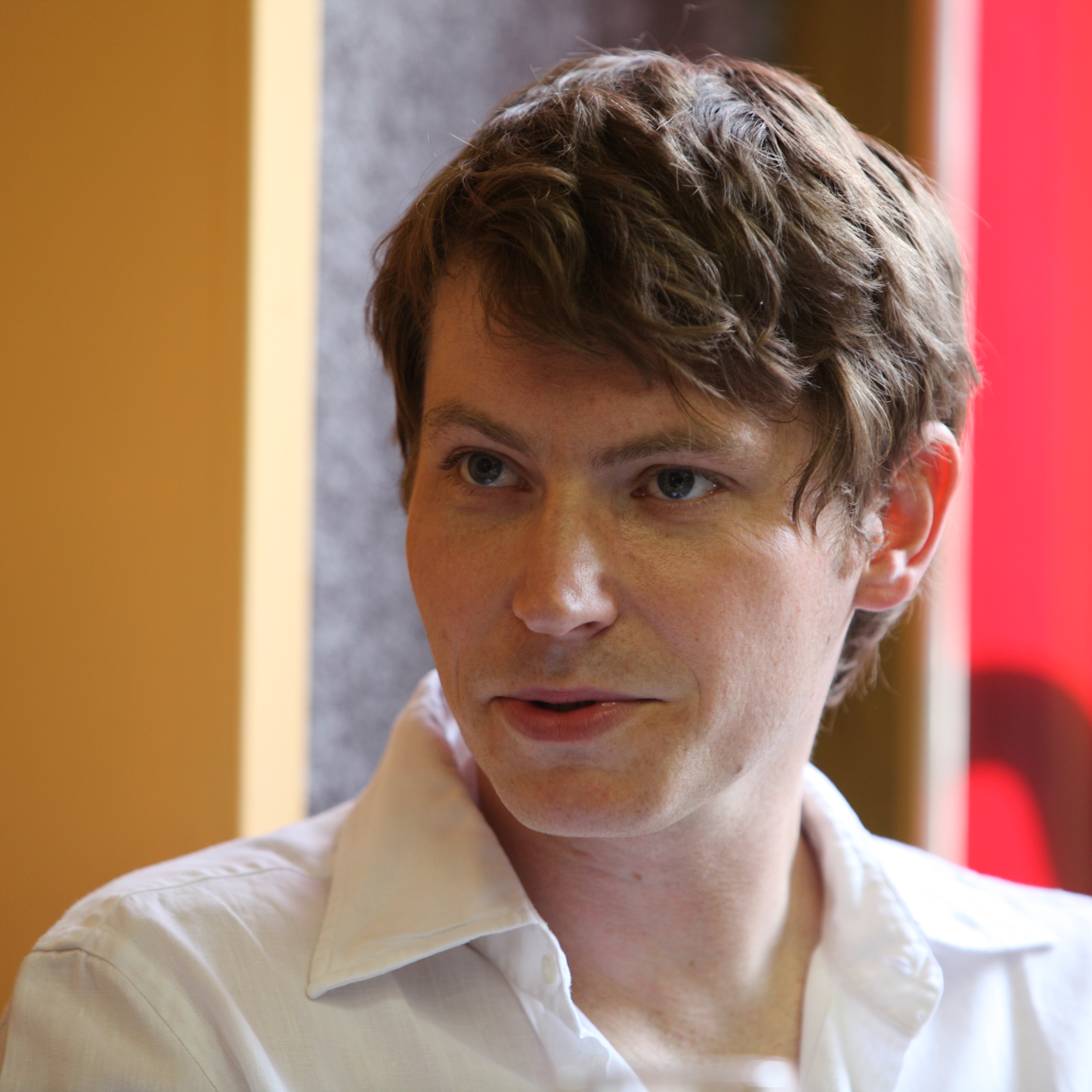
David Švehlík (* 1972)

- 1809 – Bedřich Schwarzenberg, arcibiskup v Salcburku a v Praze († 27. března 1885)
- 1839 – Vilém Weitenweber, výtvarný redaktor († 1. prosince 1901)
- 1848 – Jan Vincenc Diviš, cukrovarník, starosta, spisovatel († 13. říjen 1923)
- 1851 – Josef Mukařovský, malíř a ilustrátor († 1. listopadu 1921)
- 1858 – Karel Krnka, konstruktér zbraní († 25. února 1926)
- 1865 – Antonín Balšánek, architekt († 22. února 1921)
- 1867 – Karel Pospíšil, klavírista a skladatel († 6. dubna 1929)
- 1875 – Josef Rajský, herec († 1. května 1968)
- 1876 – Rudolf Deyl starší, herec († 16. dubna 1972)
- 1881 – Rudolf Bechyně, politik, ministr několika vlád († 1. ledna 1948)
- 1884 – Alois Reiser, americký hudební skladatel českého původu († 4. dubna 1977)
- 1889
  - Vilém Rittershain, filmový architekt († 13. února 1963)
  - Hugo Siebenschein, literární historik († 13. prosince 1971)
- 1891 – Vojtěch Ondrouch, historik († 15. června 1963)
- 1897 – Bohuslav Tvrdý, dirigent a hudební skladatel († 29. července 1946)
- 1899 – Josef Toman, spisovatel, básník a dramatik († 27. ledna 1977)
- 1901 – Antonín Kurš, divadelní režisér, herec a překladatel († 23. září 1960)
- 1904 – Jiří Frejka, režisér a divadelní teoretik († 27. října 1952)
- 1905 – Jindřich Černý, spisovatel († 18. května 1960)
- 1912 – Jan Brzák, kanoista, olympijský vítěz († 15. července 1988)
- 1914 – Rudolf Krzák, voják († 22. dubna 2004)
- 1919 – Jaroslav Andrejs, hudební skladatel a sbormistr († 26. října 2009)
- 1920 – Magdalena Horňanová, spisovatelka, autorka svědectví o holokaustu († 30. září 2017)
- 1921 – František Bělský, sochař († 5. července 2000)
- 1922 – Jaroslav Olšava, katolický kněz a spisovatel († 17. března 2012)
- 1924
  - Josef Hrbata, kněz, spisovatel, exercitátor († 19. dubna 2009)
  - Miroslav Skála, spisovatel († 24. února 1989)
- 1926 – Jehuda Bauer, izraelský historik českého původu († 18. října 2024)
- 1929
  - Jasan Burin, česko-americký architekt, urbanista, kreslíř
  - Jiří Tichý, lékař, profesor neurologie
- 1930
  - Karel Weinlich, rozhlasový režisér († 6. května 2020)
  - Jiří Skobla, sportovec, bronzová medaili ve vrhu koulí na OH 1956 († 18. listopadu 1978)
  - Milan Schulz, dramatik, dramaturg a novinář († 20. ledna 2014)
- 1931 – Radomil Eliška, dirigent
- 1932 – Viktor Maurer, herec († 27. prosince 2010)
- 1933 – Jiří Březina, německý geolog českého původu
- 1934 – Jan Melichar, brněnský architekt
- 1935 – Pavel Teimer, grafik a typograf († 1. ledna 1970)
- 1941 – Zdeněk Hatina, skladatel, pedagog, varhaník, dirigent, sbormistr
- 1942 – Vladislav Navrátil, fyzik a vysokoškolský pedagog
- 1943 – Jaromír Štětina, novinář, spisovatel a politik († 17. dubna 2025)
- 1948
  - Vítězslav Mácha, zápasník, olympijský vítěz († 29. května 2023)
  - Ivo Svoboda, ministr financí ČR
- 1950 – Zbyněk Kočvar, typograf, grafický designér a pedagog
- 1951 – Josef Rakoncaj, horolezec
- 1957 – Jaroslava Maxová, operní pěvkyně a pěvecká pedagožka
- 1959 – Igor Němec, předseda českého Úřadu pro ochranu osobních údajů, šachista
- 1972 – David Švehlík, herec
- 1979 – Vladimír Volečko, divadelní herec
- 1983 – Marek Dědík, tanečník a choreograf

### Svět

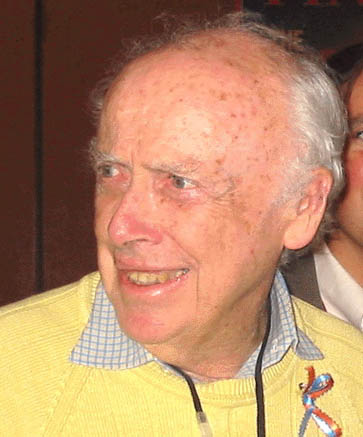
James D. Watson (* 1928)

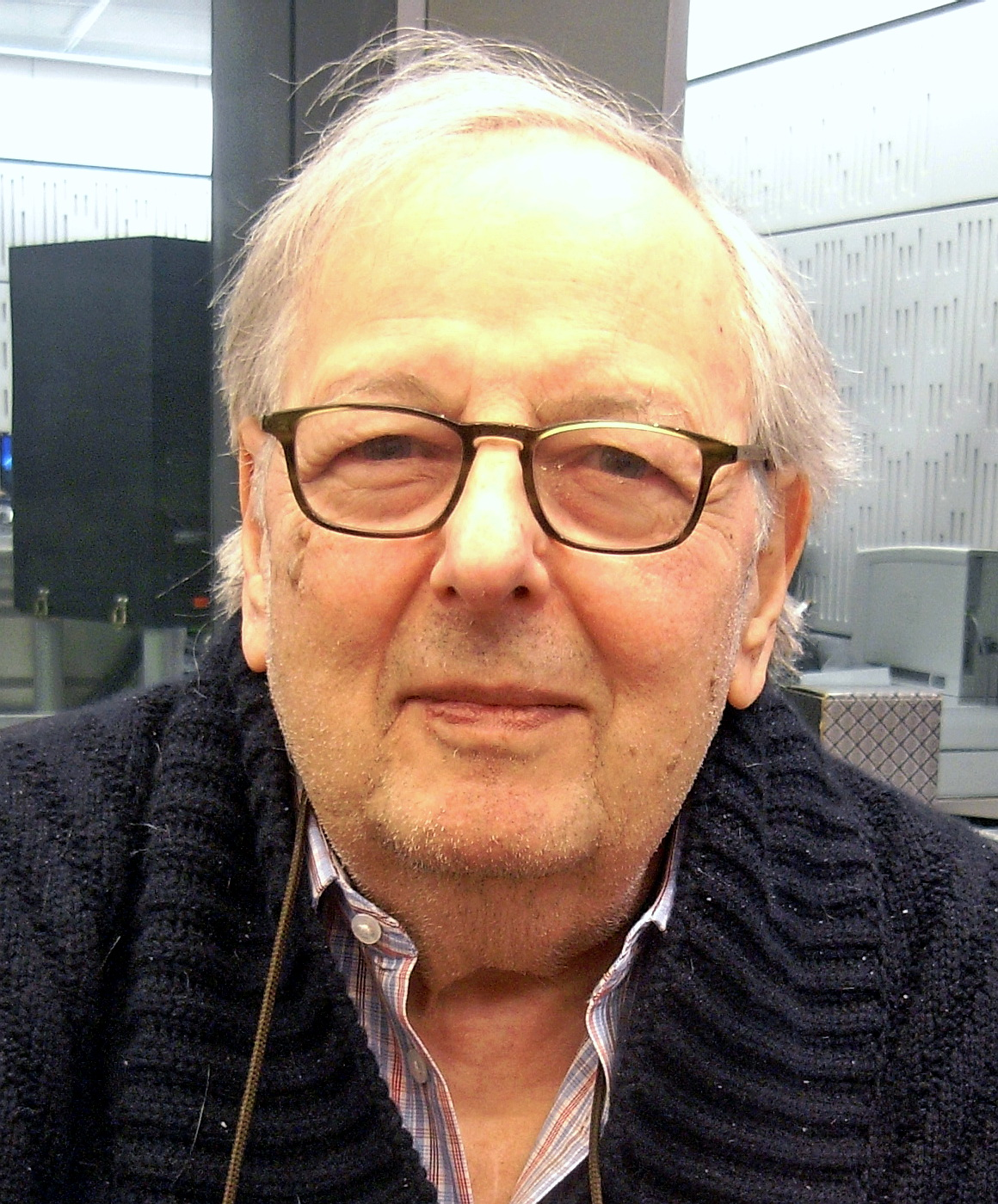
André Previn (* 1929)

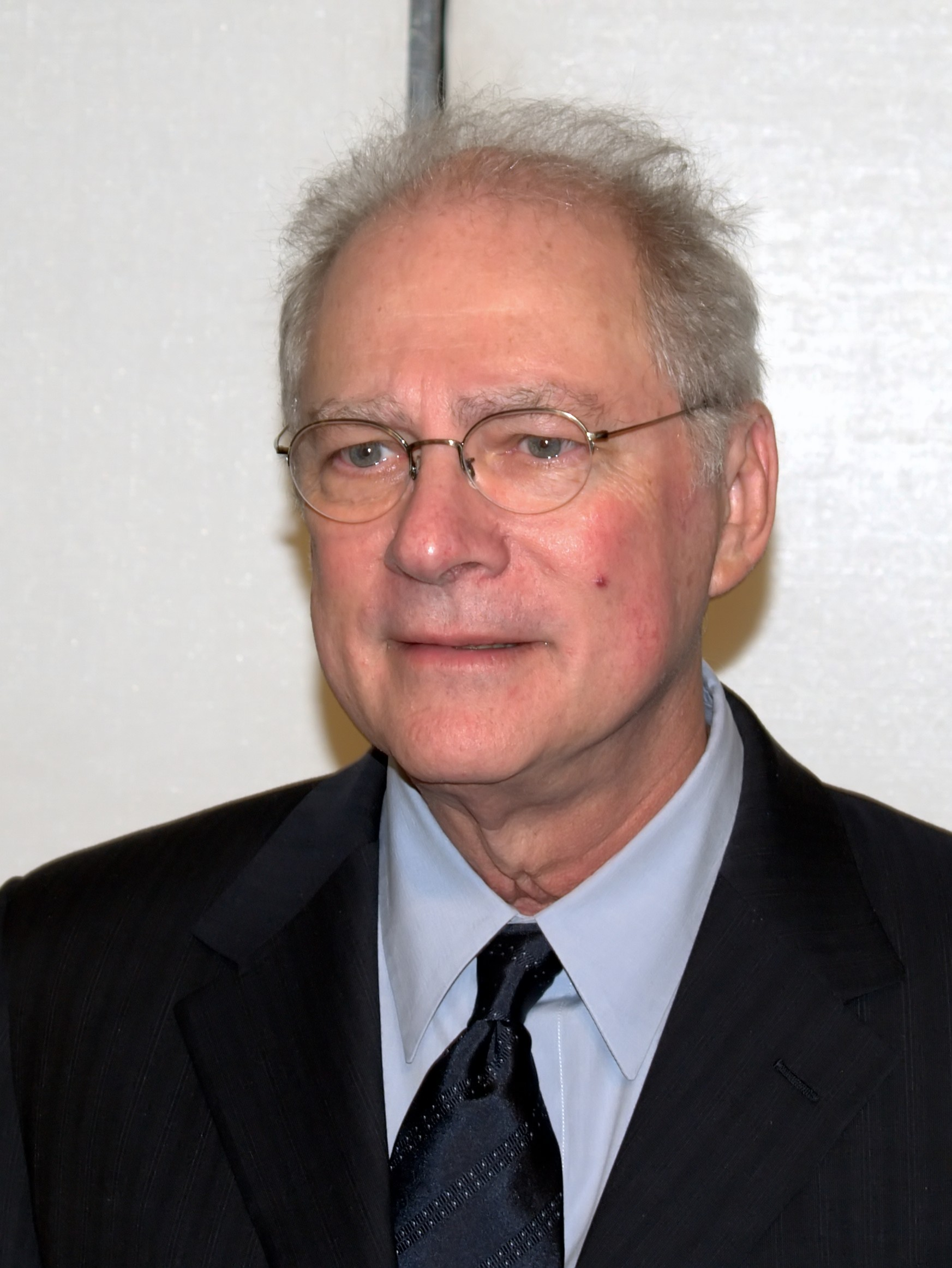
Barry Levinson (* 1942)

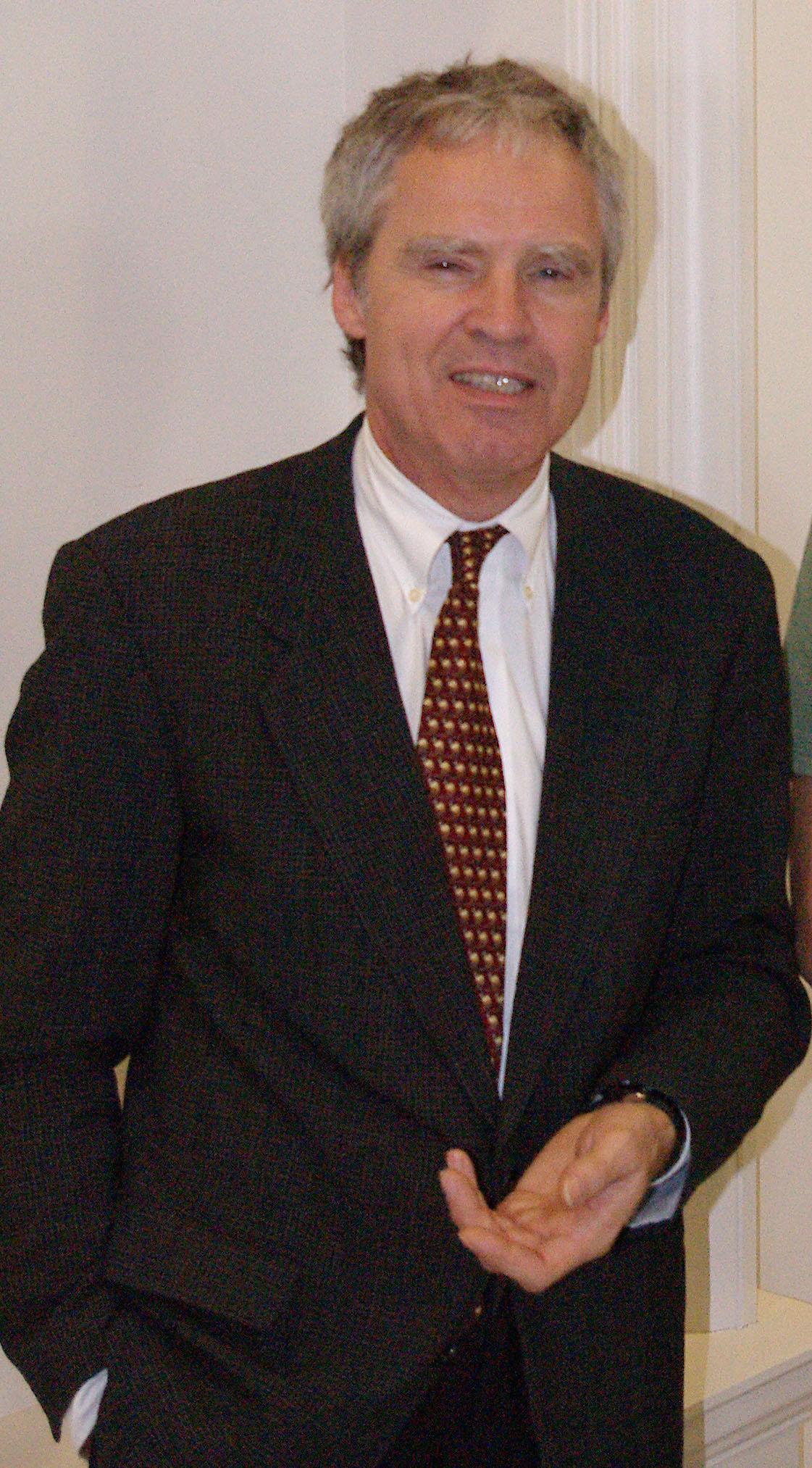
Horst Ludwig Störmer (* 1949)

- 1244 – Jan III. Braniborský, braniborský markrabě († 1268)
- 1342 – Marie Portugalská, markýza z Tortosy, dcera portugalského krále Pedra († 1367)
- 1470 – Tchang Jin, čínský učenec, malíř, kaligraf a básník († 7. ledna 1524)
- 1483 – Raffael Santi, italský malíř a architekt florentské školy († 6. dubna 1520)
- 1595 – Pieter de Molyn, nizozemský malíř († 23. březen 1661)
- 1632 – Marie Leopoldina Tyrolská, manželka císaře Ferdinanda III., česká královna († 7. srpna 1649)
- 1660 – Johann Kuhnau, německý právník, hudební skladatel, varhaník a cembalista († 5. června 1722)
- 1672 – André Cardinal Destouches, francouzský hudební skladatel († 2. února 1749)
- 1700 – Christophe Moyreau, francouzský hudební skladatel († 11. května 1774)
- 1725 – Pascal Paoli, korsický nacionalista a revolucionář († 1807)
- 1726 – Gerard Majella, italský řeholník a světec († 16. října 1755)
- 1732 – José Mutis, španělský botanik a matematik († 11. září 1808)
- 1765 – Karel Felix Sardinský, sardinský král († 27. dubna 1831)
- 1773 – James Mill, skotský historik a ekonom († 23. června 1836)
- 1801 – William Hallowes Miller, velšský mineralog, krystalograf a fyzik († 20. května 1880)
- 1812 – Gavriil Jakimovič Lomakin, ruský sborový dirigent, hudebník a skladatel († 21. května 1885)
- 1822 – Giacomo Brogi, italský fotograf († 29. listopadu 1881)
- 1835 – Jules Bourdais, francouzský architekt († 2. června 1915)
- 1837 – Ignaz Kolisch, rakousko-uherský bankéř a šachový mistr († 30. dubna 1889)
- 1856 – Maurice Sarrail, francouzský generál z dob první světové války († 23. března 1929)
- 1810 – Philip Henry Gosse, britský přírodovědec († 23. srpna 1888)
- 1816 – Victor Antoine Signoret, francouzský lékař a entomolog († 3. dubna 1889)
- 1818 – Aasmund Olavsson Vinje, norský básník a novinář († 30. července 1870)
- 1820 – Nadar (Gaspard-Félix Tournachon), francouzský fotograf († 21. března 1910)
- 1826 – Gustave Moreau, francouzský malíř († 18. dubna 1898)
- 1837 – Eugène Cuvelier, francouzský fotograf († 31. října 1900)
- 1849 – John William Waterhouse, anglický malíř († 10. února 1917)
- 1853 – Vladimir Kokovcov, premiér Ruského impéria († 29. ledna 1943)
- 1863 – Jozef Hanula, slovenský malíř a pedagog († 22. srpna 1944)
- 1870 – Oscar Straus, rakouský hudební skladatel († 11. ledna 1954)
- 1878 – Erich Mühsam, německo-židovský anarchista, spisovatel a básník († 10. července 1934)
- 1886 – Athenagoras I., 268. ekumenický patriarcha konstantinopolský († 7. července 1972)
- 1888 – Hans Richter, německý malíř a filmový producent († 1. února 1976)
- 1890 – Anthony Fokker, nizozemský letecký konstruktér a výrobce letadel († 3. prosince 1939)
- 1894 – Gertrude Baines, od ledna 2009 nejstarší člověk na světě († 11. září 2009)
- 1902 – Frederick Laurence Green, anglický spisovatel († 14. dubna 1953)
- 1903
  - Harold Eugene Edgerton, americký vynálezce stroboskopu († 4. ledna 1990)
  - Charles Jackson, americký spisovatel († 21. září 1968)
- 1904 – Kurt Georg Kiesinger, spolkový kancléř Německé spolkové republiky († 9. března 1988)
- 1910 – Barys Kit, americký matematik, fyzik a chemik († 1. února 2018)
- 1911 – Feodor Lynen, německý biochemik († 6. srpna 1979)
- 1914 – Kunata Kottulinsky, viceprezident Rakouské národní banky († 25. srpna 2004)
- 1915
  - Tadeusz Kantor, polský výtvarník, divadelní režisér († 8. prosince 1990)
  - Júsaku Kamekura, japonský grafický designér († 11. května 1997)
- 1918 – Big Walter Horton, americký bluesový hráč na foukací harmoniku († 8. prosince 1981)
- 1921 – Wilbur Thompson, americký olympijský vítěz ve vrhu koulí († 25. prosince 2013)
- 1924 – Charlie Rouse, americký jazzový saxofonista († 30. listopadu 1988)
- 1926
  - Ian Paisley, předseda vlády Severního Irska († 12. září 2014)
  - Randy Weston, americký jazzový klavírista († 1. září 2018)
- 1927 – Gerry Mulligan, americký jazzový hudebník a skladatel († 20. ledna 1996)
- 1928 – James Dewey Watson, americký vědec
- 1929
  - André Previn, americký klavírista a dirigent († 28. února 2019)
  - Christos Sartzetakis, prezident Řecka († 3. února 2022)
  - Art Taylor, americký jazzový bubeník († 6. února 1995)
- 1934 – Anton Geesink, reprezentant Nizozemska v judu († 27. srpna 2010)
- 1935 – Aharon Razin, izraelský biochemik († 26. května 2019)
- 1937
  - Gene Bertoncini, americký jazzový kytarista
  - Merle Haggard, americký countryový zpěvák a skladatel († 6. dubna 2016)
- 1938 – Paul Daniels, anglický iluzionista († 17. března 2016)
- 1939 – Lev Berinski, izraelský básník, spisovatel, novinář a překladatel
- 1941 – Gheorghe Zamfir, rumunský hudební skladatel
- 1942 – Barry Levinson, americký filmový režisér a producent
- 1944 – Charles Sobhraj, francouzský sériový vrah
- 1948
  - Philippe Garrel, francouzský filmový režisér
  - Patrika Darbo, americká herečka
- 1949 – Horst Ludwig Störmer, německý fyzik, Nobelova cena 1998
- 1952 – Udo Dirkschneider, německý zpěvák
- 1953
  - Patrick Doyle, skotský skladatel filmové hudby
  - Christopher Franke, německý hudebník a hudební skladatel
- 1954
  - Dušan Becík, slovenský horolezec († 17. října 1988)
  - Paolo Nespoli, italský astronaut ESA
- 1956 – Hal Willner, americký hudební producent († 7. dubna 2020)
- 1955 – Rob Epstein, americký režisér, producent, scenárista
- 1956 – Michele Bachmannová, americká republikánská politička
- 1957 – Maurizio Damilano, italský olympijský vítěz v chůzi na 20 km
- 1958 – Chuck Lamb, americký filmový a televizní herec
- 1960
  - Warren Haynes, americký zpěvák a kytarista
  - John Pizzarelli, americký jazzový kytarista
- 1963 – Aslan Bžanija, prezident Abcházie
- 1965 – Frank Black, americký zpěvák a kytarista, leader skupiny Pixies
- 1969 – Paul Rudd, americký herec
- 1975 – Zach Braff, americký herec a režisér
- 1976 – Andy C, anglický hudebník
- 1977 – Maja Piratinskaja, ruská horolezkyně
- 1980 – Tanja Poutiainenová, finská alpská lyžařka
- 1985 – Anna Avdějevová, ruská atletka, koulařka
- 1988 – Mike Bailey, britský herec a zpěvák
- 1995 – Antoinette de Jongová, nizozemská rychlobruslařka
- 1998 – Nahuel Molina, argentinský fotbalista
- 2001 – Oscar Piastri, australský závodní jezdec, pilot Formule 1

## Úmrtí
Automatický abecedně řazený seznam viz Kategorie:Úmrtí 6. dubna

### Česko

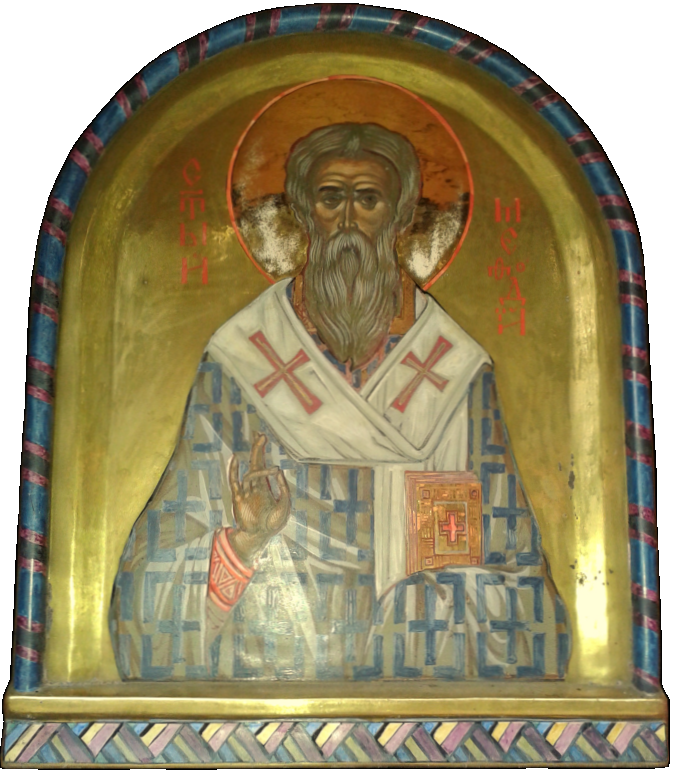
Svatý Metoděj († 885; věrozvěst)

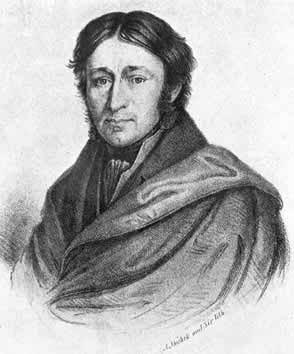
Jan Svatopluk Presl († 1849)

- 885 – Svatý Metoděj, slovanský věrozvěst (* ?)
- 1586 – David Crinitus z Hlavačova, prozaik a básník (* 10. srpna 1531)
- 1822 – František Xaver Partsch, hudební skladatel (* 30. ledna 1760)
- 1833 – Adamantios Korais, řecký humanistický učenec, filolog a spisovatel (* 27. dubna 1748)
- 1849 – Jan Svatopluk Presl, přírodovědec (* 4. září 1791)
- 1897 – Friedrich Heidler, poslanec Moravského zemského sněmu (* 7. dubna 1844)
- 1902 – Josef Schöbl, profesor očního lékařství a zoolog (* 16. srpna 1837)
- 1917
  - František Vymazal, filolog (* 6. listopadu 1841)
  - Melchior Mlčoch, teolog a biblista, děkan olomoucké teologické fakulty (* 6. ledna 1833)
- 1929 – Karel Pospíšil, klavírista a skladatel (* 6. dubna 1867)
- 1934 – Karel Leger, básník (* 21. září 1859)
- 1939 – Václav Panýrek-Vaněk, poštovní úředník a spisovatel (* 6. ledna 1865)
- 1944 – Alexandr Sommer Batěk, popularizátor vědy, pacifista a esperantista (* 15. června 1874)
- 1946 – Hana Cavallarová, operní pěvkyně (* 18. května 1863)
- 1947 – Václav Kaprál, klavírista, sbormistr, publicista a hudební skladatel (* 26. března 1889)
- 1954 – Josef Pastyřík, politik (* 3. března 1869)
- 1957 – Antonín Odehnal, sochař (* 1. listopadu 1878)
- 1958 – Vítězslav Nezval, básník (* 26. května 1900)
- 1959 – Miroslav Servít, pedagog a přírodovědec (* 17. prosince 1886)
- 1963 – Rudolf Vohanka, hudební skladatel (* 28. prosince 1880)
- 1970 – Karel Neuwirth, lékař v oboru urologie (* 24. září 1893)
- 1974 – Štěpán Trochta, kardinál a biskup litoměřický (* 26. března 1905)
- 1976 – Josef Váňa, generál (* 9. ledna 1893)
- 1977 – Jaroslav Volf, kladenský kamenosochař (* 8. června 1896)
- 1983
  - Ruda Kubíček, malíř (* 18. března 1891)
  - Miroslav Jiroušek, matematik a hudební skladatel (* 25. října 1903)
- 1991 – Karel Misař, spisovatel, redaktor, vychovatel a dramaturg (* 30. září 1934)
- 1998 – Jan Smetana, malíř, grafik (* 3. října 1918)
- 2010 – Miroslav Kácha, generál, oběť komunistického bezpráví (* 21. září 1923)
- 2017
  - Libuše Havelková, herečka (* 11. května 1924)
  - Martin Dolenský, režisér, herec a scenárista (* 24. března 1970)
- 2025 – Anna Slováčková, zpěvačka a herečka (* 22. srpna 1995)

### Svět
- 1199

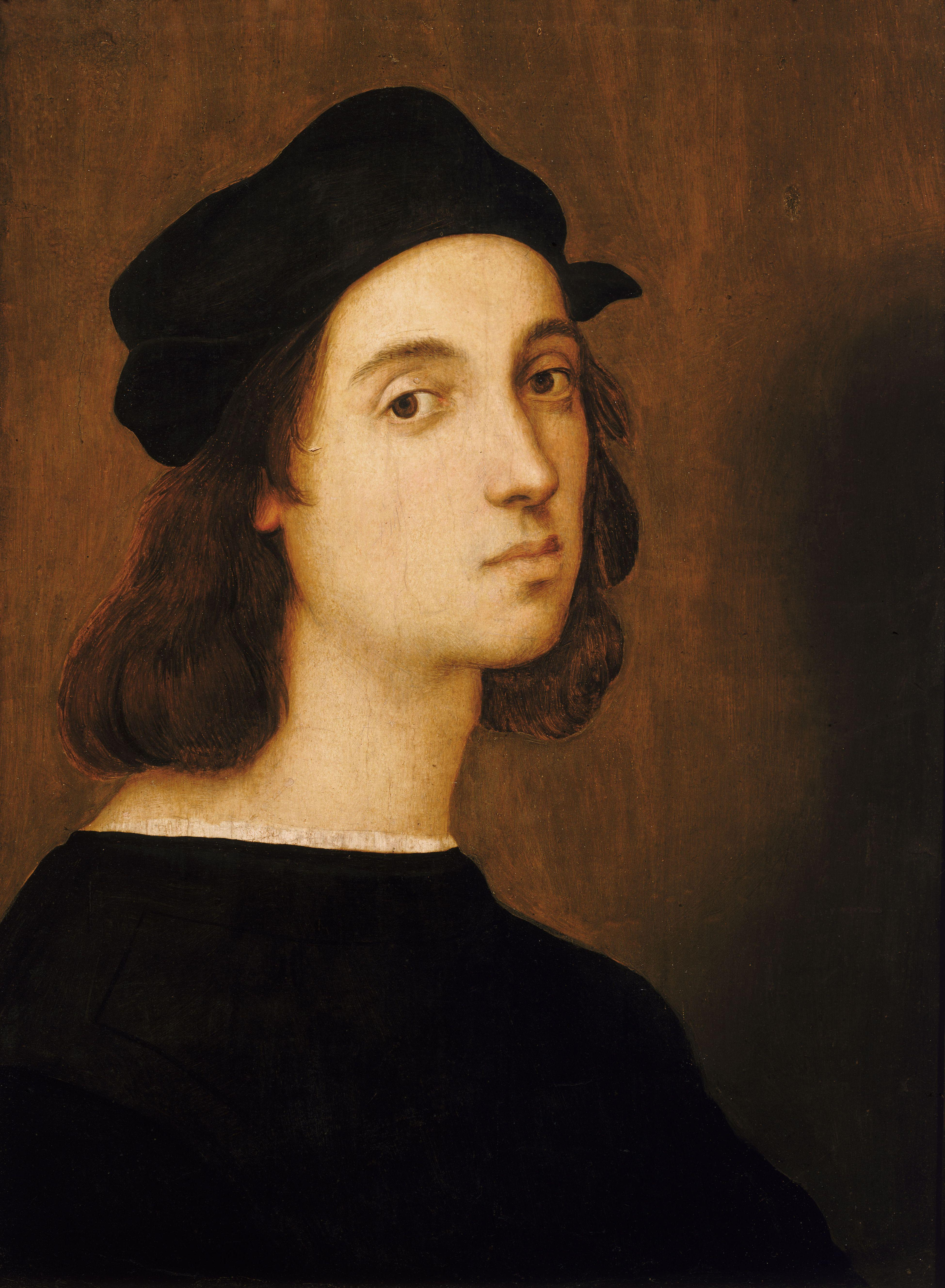
Raffael Santi († 1520)

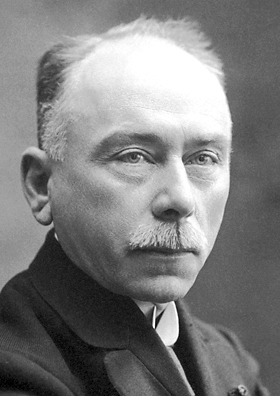
Jules Bordet († 1961)

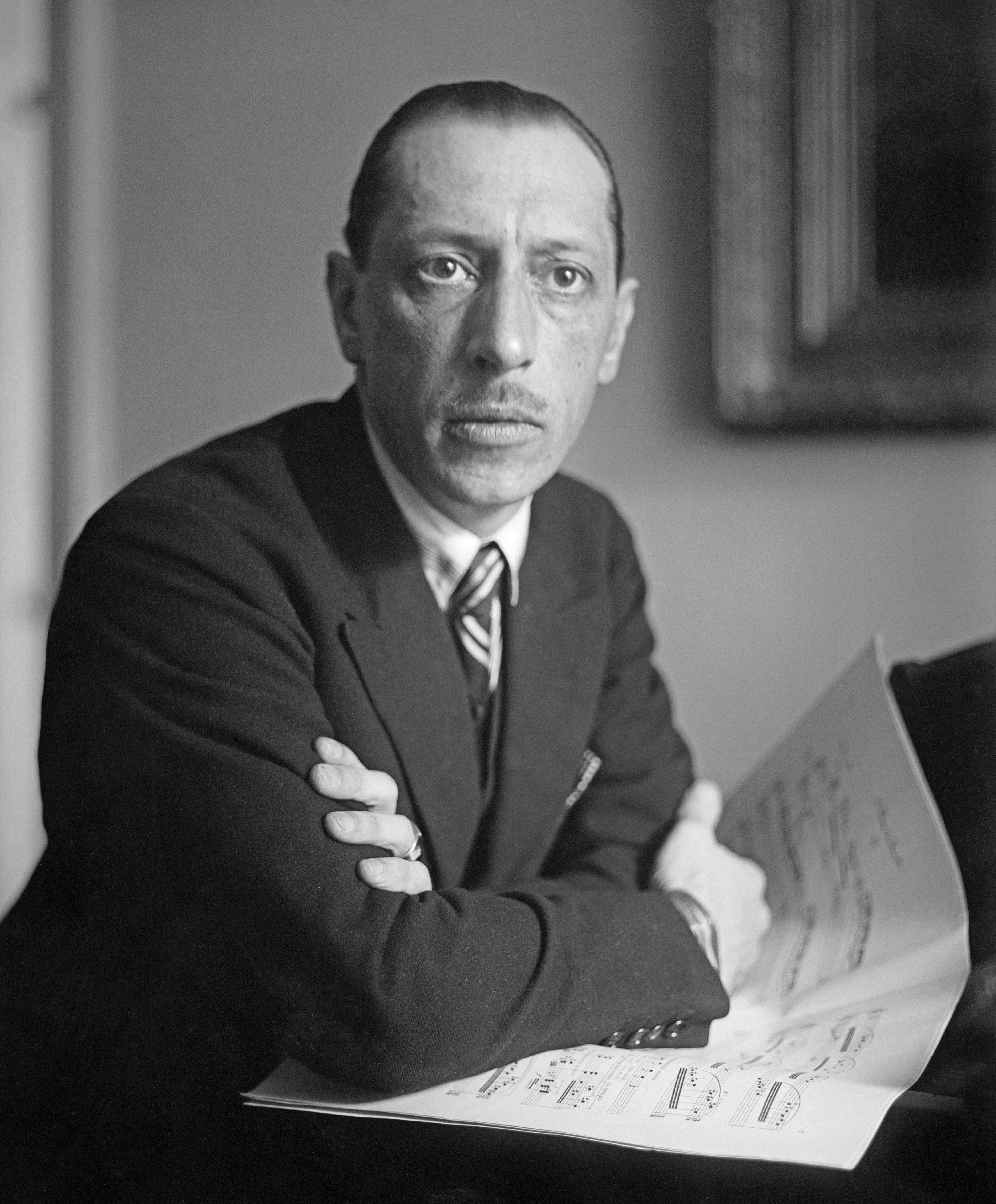
Igor Stravinskij († 1971)

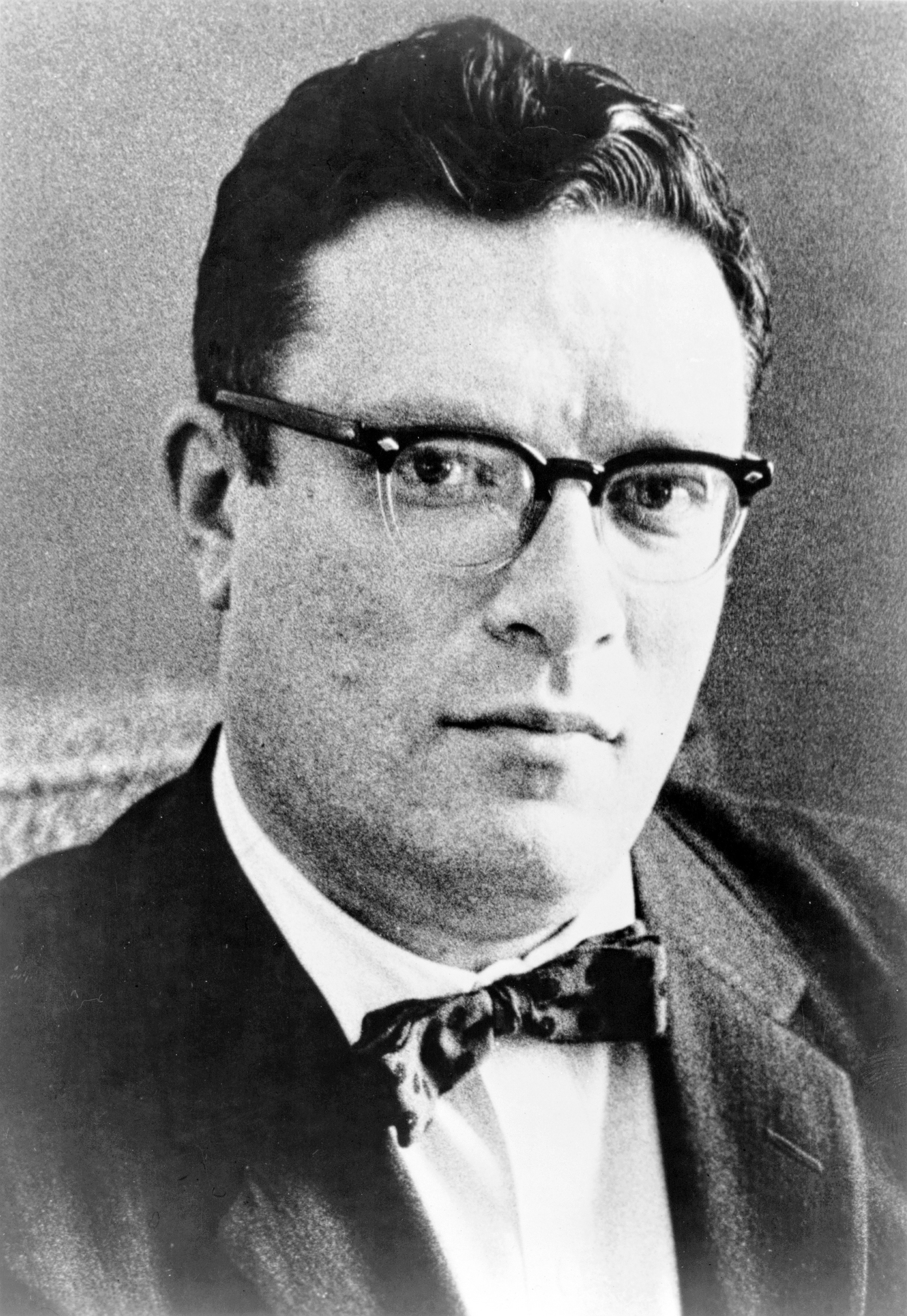
Isaac Asimov († 1992)

  - Richard I. Lví srdce, anglický král (* 8. září 1157)
  - Pierre Basile, francouzský lučištník, který Richarda střelil (* ?)
- 1252 – Petr Veronský, světec katolické církve (* 1205)
- 1283 – Petr I. z Alenconu, syn francouzského krále Ludvíka IX. (* 1251)
- 1362 – Jakub I. Bourbonský, francouzský hrabě z Ponthieu a La Marche (* 1319)
- 1490 – Matyáš Korvín, uherský král (* 23. února 1443)
- 1520 – Raffael Santi, italský malíř a architekt florentské školy (* 6. dubna 1483)
- 1528 – Albrecht Dürer, německý malíř (* 21. května 1471)
- 1699 – Vincent Placcius, německý spisovatel (* 4. února 1642)
- 1779 – Tommaso Traetta, italský hudební skladatel (* 30. března 1727)
- 1790 – Ludvík IX. Hesensko-Darmstadtský, německý šlechtic (* 15. prosince 1719)
- 1829 – Niels Henrik Abel, norský matematik (* 5. srpna 1802)
- 1875 – Moses Hess, marxisticky orientovaný filozof židovského původu (* 21. června 1812)
- 1881 – Gabriel-Jean-Antoine Davioud, francouzský architekt (* 30. října 1824)
- 1883 – Paul Alexandre, francouzský botanik a mykolog (* 20. července 1838)
- 1904 – Žofie Bádenská, princezna bádenská a kněžna z Lippe (* 7. srpna 1834)
- 1906 – Alexander Kielland, norský spisovatel (* 18. února 1849)
- 1909 – Franz Wickhoff, rakouský historik umění (* 7. května 1853)
- 1910 – Michael Rua, rector major salesiánů (* 9. června 1837)
- 1912 – Giovanni Pascoli, italský básník (* 31. prosince 1855)
- 1913 – Moritz Allé, astronom a matematik (* 19. července 1837)
- 1915 – Musa Ćazim Ćatić, bosenský básník, novinář a překladatel (* 12. března 1878)
- 1927 – Friedrich Ohmann, rakouský architekt (* 21. prosince 1858)
- 1928 – Karl Wilhelm von Dalla Torre, rakouský entomolog (* 14. července 1850)
- 1935 – Şehzade Ömer Hilmi, syn osmanského sultána Mehmeda V. (* 2. března 1886)
- 1945 – Stěpan Vajda, československý důstojník, nositel titulu Hrdina Sovětského svazu (* 17. ledna 1922)
- 1948 – Ludwig von Flotow, ministr zahraničí Rakouska-Uherska (* 17. listopadu 1867)
- 1957 – Pierina Morosini, italská panna a mučednice, patronka obětí znásilnění a mučednic čistoty (* 7. ledna 1931)
- 1959 – Leon Arje Me'ir, izraelský badatel v oboru islámského umění (* 12. ledna 1895)
- 1961 – Jules Bordet, belgický imunolog a mikrobiolog, Nobelova cena za fyziologii a medicínu (* 13. června 1870)
- 1963 – Allen Whipple, americký chirurg (* 2. září 1881)
- 1966 – Emil Brunner, švýcarský evangelický teolog (* 23. prosince 1889)
- 1969 – Jurij Wjela, lužickosrbský učitel a spisovatel (* 4. března 1892)
- 1971 – Igor Stravinskij, ruský hudební skladatel (* 17. června 1882)
- 1972 – Heinrich Lübke, prezident Spolkové republiky Německo (* 14. října 1894)
- 1974 – Fraňo Štefunko, slovenský sochař, řezbář a spisovatel (* 4. srpna 1903)
- 1975 – Ernst David Bergmann, izraelský jaderný fyzik (* 18. října 1903)
- 1982
  - Štefan Hoza, slovenský operní pěvec (* 20. října 1906)
  - Pavel Alexejevič Rotmistrov, sovětský maršál tankových vojsk (* 6. července 1901)
- 1986 – Bill Cook, kanadský profesionální hokejista (* 9. října 1896)
- 1992 – Isaac Asimov, americký spisovatel a biochemik ruského původu (* 2. ledna 1920)
- 1996 – Greer Garsonová, americká herečka (* 29. září 1904)
- 1998
  - Wendy O. Williams, americká punková zpěvačka (* 28. května 1949)
  - Tammy Wynette, americká country zpěvačka a skladatelka (* 5. května 1942)
- 2000
  - Bertram Forer, americký psycholog (* 24. října 1914)
  - Habíb Burgiba, první tuniský prezident (* 3. srpna 1903)
- 2002 – Kevin Kelley, americký bubeník (* 25. března 1943)
- 2003 – Babatunde Olatunji, nigerijský hudebník (* 7. dubna 1927)
- 2004 – Larisa Bogorazová, ruská lingvistka a disidentka (* 8. srpna 1929)
- 2005 – Rainier III., monacký kníže (* 31. května 1923)
- 2007 – Luigi Comencini, italský filmový režisér (* 8. června 1916)
- 2009 – Mari Trini, španělská zpěvačka (* 12. července 1947)
- 2012 – Ignatius Moussa I. Daúd, kardinál (* 18. září 1930)
- 2014
  - Leee Black Childers, americký fotograf a manažer (* 24. července 1945)
  - Mickey Rooney, americký herec (* 23. srpna 1920)
- 2015 – Walter H. Haas, americký amatérský astronom (* 3. července 1917)
- 2019 – David J. Thouless, americko-britský fyzik, nositel Nobelovy ceny (* 21. září 1934)
- 2021 – Hans Küng, švýcarský katolický kněz, teolog a spisovatel (* 19. března 1928)
- 2022 – Vladimir Žirinovskij, ruský politik (* 25. dubna 1946)

## Svátky

### Česko
- Vendula, Vendulka, Venuše
- Celestýn, Celestýna
- Gennadius
- Ruben

### Svět
- Slovensko: Irena
- Mezinárodní den sportu pro rozvoj a mír
- Etiopie: Den vítězství
- Švýcarsko: Glarius Festival (je-li čtvrtek)
- Jihoafrická republika: Van Riebeeck Day (založení Kapského Města)
- Indonésie: Národní den rybářů
- USA, Kanada: Tartan Day
- USA: New Beer’s Eve

Katolický kalendář
- Svatý Sixtus I., sedmý papež katolické církve
- Blahoslavený Notger
- Blahoslavená Pierina Morosini, panna a mučednice
- Blahoslavený Michael Rua, spoluzakladatel a druhý rector major salesiánů

| 6. duben v pražském KlementinuÚdaje jsou platné k 8. 7. 2025. | 6. duben v pražském KlementinuÚdaje jsou platné k 8. 7. 2025. | 6. duben v pražském KlementinuÚdaje jsou platné k 8. 7. 2025. |
| minimum                                                       | denní průměr                                                  | maximum                                                       |
| ------------------------------------------------------------- | ------------------------------------------------------------- | ------------------------------------------------------------- |
| −5,7 °C (1839)                                                | 9,1 °C (od 1961)                                              | 25,4 °C (2024)                                                |